# The Walking Dead 3
The Walking Dead 3 (Originaltitel: The Walking Dead – The Fall Of The Governor: Part One) ist der dritte Teil einer fünfteiligen Romanreihe der Schriftsteller Robert Kirkman und Jay Bonansinga aus dem Jahr 2013. Die deutsche Übersetzung von Wally Anker wurde durch den Heyne Verlag am 10. Februar 2013 veröffentlicht. Die Romanreihe ist ein Spin-off der Comicserie The Walking Dead und dieser Band ist der dritte von vier Teilen, die die Hintergrundgeschichte des Charakters des „Gouverneurs“ Philip erzählen.

## Aufbau des Buches
Der Roman ist in Deutschland direkt als Taschenbuch im Heyne Verlag erschienen. Ähnlich wie schon in Band 1 und Band 2 dieser Romanreihe ist auch dieses Buch in diesmal zwei Teile aufgeteilt, denen eine nahezu komplett schwarze Seite mit mehreren weißen Farbklecksen vorangestellt ist. Auf dieser schwarzen Seite ist in weißer Schrift eine Abschnittsüberschrift und ein Zitat abgebildet. Die achtzehn in etwa gleich langen Kapitel sind einfach durchnummeriert.

## Handlung

### Teil 1: Die Zusammenkunft
Teil 1 umfasst die Kapitel 1–12.
Das Zitat zu Beginn dieses Teiles lautet:
„Wenn also die letzte und fürchterlichste Stunde das Ende dieses schwindenden Festes verkündet, dann wird die Trompete von hoch oben erklingen. Die Toten werden leben, die Lebenden werden sterben, und die Musik wird den Himmel erzürnen.“ – John Dryden
Die Handlung setzt etwa ein Jahr nach dem Ende von Band 2 und etwa zwei Jahre nach Beginn der Zombie-Apokalypse ein.
Nach dem gescheiterten Putschversuch gegen den „Governor“ Philip Blake hat man sich in Woodbury mit der Situation arrangiert. Die junge Lilly Caul sieht auf der Tribüne einer zur Kampfarena umgebauten Speedway-Rennstrecke einem Zombie-Gladiatorenkampf zu. Sie ist in Gedanken versunken und bekommt vom Kampf und den grölenden Zuschauern nichts mit. Sie vertraut der Krankenschwester des Ortes an, dass sie nicht mehr wüsste, „wie lange sie noch mitmachen“ könne. Auf dem Weg in die ihr zugeteilte Wohnung findet sie ihren alten Kameraden und Armeeveteran Bob Stookey völlig betrunken auf der Straße liegend an. Er war in Lillys Freundin Meghan Lafferty verliebt, die, für Bob unverständlich, Selbstmord begangen hat. Bob lallt unverständliche Worte. Nur ein „muss es ihr erzählen“ bleibt in Lillys Gedächtnis hängen.
Am Ende des Zombie-Gladiatorenkampfes tritt der Governor ans Mikrofon und erklärt, dass die Vorräte an Benzin und Nahrungsmitteln zur Neige gehen und deshalb die nähere und weitere Umgebung von Woodbury auf der Suche nach Proviant durchkämmt wird. Schon am nächsten Morgen brechen mehrere Einwohner Woodburys zur Suche nach Vorräten im entvölkerten Georgia auf. Auf der Fahrt gibt es fast so etwas wie Normalität: Das alte Ehepaar Stern erzählt seine Liebesgeschichte und alle flachsen über vermeintliche Liebeleien innerhalb Woodburys. Die Gruppe findet eine bisher noch nicht geplünderte Lagerhalle, die allerdings voll von Zombies, ehemaligen Angestellten eines Lebensmittelladens ist. Die Gruppe kann sich alle Angreifer vom Leib halten und kehrt mit unterschiedlichsten Vorräten auf den Interstate Highway zurück Richtung Woodbury.
Während der Fahrt sehen sie eine schwarze Rauchsäule am Horizont. Nach einer heftigen Diskussion entschließt sich die Gruppe, der Rauchsäule nachzugehen. Am Unfallort angekommen, stellt sich heraus, dass es sich um einen abgestürzten Hubschrauber eines privaten TV-Senders aus Atlanta mit zwei Personen an Bord handelt. Der Pilot starb beim Absturz und der Passagier, eine Frau von ca. 40 Jahren, ist verletzt unter anderem mit schweren Verbrennungen. Nach langer Diskussion werden sowohl der tote Pilot als auch die überlebende Frau nach Woodbury mitgenommen. Während dieses ereignisreichen Tages sind sich Lilly und Austin, ein junger Mann, der sich wie ein Rockstar oder Surfer kleidet, näher gekommen. Mehrmals rettet Lilly ihm, den sie nur „Schönling“ nennt, das Leben.
Doktor Stevens und Krankenschwester Alice versorgen die Überlebende medizinisch. Im Vertrauen erklärt Doktor Stevens der Überlebenden Christina, dass er vom Regime des Governors nicht viel hält. Beim abendlichen Verhör der Überlebenden durch den Governor verliert dieser die Beherrschung und tötet Christina, als diese ihm den Spiegel vorhält und den Governor als Schulhofschläger und Tyrann bezeichnet. Danach besucht der Governor Doktor Stevens und fordert mit vorgehaltener Waffe uneingeschränkte Loyalität ein. Währenddessen wird die Ankunft von drei Besuchern, zwei Männer und eine Frau, am Verteidigungswall von Woodbury gemeldet. Bei den Neuankömmlingen handelt es sich um Bewohner einer anderen Siedlung, die in einem ehemaligen Gefängnis Zuflucht genommen haben. Während einer Besichtigungstour durch Woodbury haben die Neuankömmlinge offenbar den Governor angegriffen und am Ohr verletzt. Der Anführer der drei, Rick, liegt bewusstlos und ohne rechte Hand in der Krankenstation von Doktor Stevens. Der Governor vergewaltigt und foltert die Frau von den Neuankömmlingen. Ihr Name ist Michonne; sie ist afro-amerikanischer Herkunft, trägt einen Umhang und ihr Haar zu Dreadlocks geformt. Währenddessen verbringen Lilly und Austin eine romantische Nacht. Eine ganze Woche lang vergeht sich der Governor an Michonne auf unmenschlichste Weise. Nach dieser Woche bemerkt Lilly, dass sie von Austin schwanger ist.

### Teil 2: Showtime
Teil 2 umfasst die Kapitel 13–18.
Das Zitat zu Beginn des Abschnitts lautet:
„Denn es wird alsdann eine große Trübsal sein, wie nicht gewesen ist vom Anfang der Welt bisher und wie auch nicht werden wird.“ – Matthäus Kapitel 24, Vers 21
Nachdem Folter und Einzelhaft keinen der drei Neuankömmlinge zum Reden gebracht hat, schleust der Governor Martinez als Spion in die Gruppe um Rick und Michonne ein. Ein Arenakampf steht bevor. Da einer der Kämpfer sich verletzt hat, soll Michonne in der Arena gegen einen großen Mann antreten. Doch statt der erwarteten Abreibung tötet sie ihren Gegner und alle Zombies, die in der Arena an Ketten gehalten werden. Dadurch kippt die Stimmung bei den Zuschauern, die wohl nur eine Prügelei mit Show-Effekten erwartet haben.
Martinez will mit Rick und den anderen Neuankömmlingen mitten in der Nacht fliehen, um ihr Versteck ausfindig zu machen. Dazu werden mehrere Schergen des Governors überwältigt. Ihnen schließen sich noch Doktor Stevens und die Krankenschwester Alice an. Als die Gruppe den Verteidigungswall überqueren will, sondert sich Michonne ab und geht in die Stadt und fragt die Gruppe, wo der Governor wohnt. Kurz hinter dem Verteidigungswall fällt Doktor Stevens einem Beißer, wie die Zombies hier genannt werden, zum Opfer.
Michonne überrascht den Governor, wie er mit Leichenteilen seine Zombie-Tochter Penny füttert. Nach einem kurzen Kampf hat Michonne den Governor überwältigt. Nun ist es an Michonne, den Governor zu foltern und zu quälen. Grausamer Höhepunkt ist dabei die Amputation der Geschlechtsteile des Governors. Währenddessen feiern Lilly und Austin eine Art Abschied, indem sie Bilder und Erinnerungsstücke ihrer toten Freunde verbrennen und symbolisch beerdigen.
Am nächsten Morgen finden Lilly und ein verbliebener Gefolgsmann den Governor gefesselt, geknebelt, schwer verletzt und dem Tode nahe in seiner Wohnung.

## Fortsetzung
Im Gegensatz zu den ersten beiden Bänden der Romanreihe findet sich in Band 3 kein direkter Verweis auf eine Fortsetzung.
Die Handlung wird fortgeführt im Roman The Walking Dead 4.